# Sascha Reinelt
Sascha Reinelt (ur. 11 października 1978 w Böblingen) – niemiecki hokeista na trawie, mistrz świata i Europy, medalista olimpijski.
Już jako czternastolatek występował w niemieckiej kadrze juniorów, w 1996 debiutował w kadrze seniorskiej. Do sierpnia 2004 zaliczył 220 spotkań w zespole narodowym i zdobył w nich 68 bramek. W 2002 w Kuala Lumpur zdobył mistrzostwo świata, w 2004 w Atenach brązowy medal olimpijski. Ma na koncie również tytuły mistrza Europy (1999, 2003) i halowego mistrza Europy (1999).
Występuje w Bundeslidze w drużynie HTC Stuttgarter Kickers, wraz z którą zdobył mistrzostwo Niemiec (2005).